# نیلوفر باران صورتی
نیلوفر باران صورتی(نام علمی: Habranthus robustus) نام یک گونه از تیره نرگسیان است.